# Francesc Freixa i Sanfeliu
Francesc Freixa Sanfeliu (Barcelona, 1931 - 2012) fou un metge psiquiatre dedicat a l'estudi de l'alcoholisme i altres drogodependències des del 1952-1953 però professionalment des del 1959 i figura capdavantera en la lluita antialcohòlica a Catalunya.

## Biografia
Va exercir com a professor de l'Escola d'Infermeria de l'Hospital Clínic, a l'Escola de les Treballadores Socials; També de les Escoles Professionals de Psicologia Clínica i Psiquiatria del Departament i la de la Càtedra de Psiquiatria (Prof. Sarró i Dr. Obiols) fins que aquestes escoles van cessar en les seves activitats. Ha estat Metge Adjunt i professor de classes pràctiques a l'Hospital Clínic Universitari de Barcelona des de 1963 a 1981. Responsable d'Alcoholisme i Toxicomanies. Neuropsiquiatra de la S.S. a Badalona des de 1960 a 1971 per baixa voluntària. Cap per oposició a MAD del "Dispensario de Alcoholismo y otras Drogodependencias" de la "Jefatura Provincial de Sanidad" desde 1969 a 1980. Funcionari de l'Estat traspassat a la sanitat autonomia el 1981.
Ha intervingut en diverses activitats preventives i formatives a l'Argentina i Equador en diferents ocasions de 1980 a 2007. Ha estat docent per la Universidad. de Castilla- La Mancha; Universidad-de Màlaga, València, Universidad Estatal de Cuenca (Equador), Argentina, etc. com a professor invitat. Va col·laborar (com assessor, conferenciant, etc.) amb diverses associacions d'alcohòlics rehabilitats i familiars, així com d'altres drogodependències.
Quan es va jubilar va col·laborar desinteressadament en un centre del carrer Grassot del barri barcelonès de Gràcia.
Alguns dels càrrecs que va exercir foren:
- Ex-Vicepresident de SEIC (Salut, Escola i Comunitat) desde 1984 a 2001 responsable dels aspectes mèdics del Programa "Educació per a la Salut a l'Escola" del Departament d'Ensenyament (Generalitat de Catalunya).Docent del Master Drogodepèndencies. Universitat de Barcelona ;del 1990 al 2007.
- Cap de la Secció de Drogodependències del Departament de Sanitat i Seguretat Social de la Generalitat de Catalunya (1981-1987). Cap de la Unitat de Drogodependències de l'Institut Català de la Salut (ICS) desde 1987-1996.
- Soci fundador de "La Sociedad Española para el Estudio Científico del Alcohol, el Alcoholismo y otras Drogas" (Socidrogalcohol), de la qual va ser secretari, president. (1976-84) i, finalment, soci d'honor
- Corresponsal de la "Asociación Iberoamericana para el estudio del Alcohol y otras Drogas" (AIEPAD).1980-2000.
- Director de: "Revista Española de Drogodependencias" (València) 1998 a 2007

## Obres
- “La Enfermedad alcohólica : modelo sociobiológico de trastorno comportamental “. Editorial Herder,Barcelona 1996.
- "Toxicomanías : un enfoque multidisciplinario" ;coordinadors F. Freixa i P. A. Soler Insa; Editorial Fontanella, Barcelona 1981.
- " Què cal fer davant el malalt drogodependent". Francesc Freixa, Jaume Masferrer, Lluís Sala]. Generalitat de Catalunya. Departament de Sanitat i Seguretat Social, Barcelona 1986.
- "Abordatge i tractament de la malaltia alcohòlica" Generalitat de Catalunya. Departament de Sanitat i Seguretat Social. Òrgan Tècnic de Drogodependències, Barcelona 1988.
- "Urgencias en drogodependencias" : F. Freixa, J. Masferrer, Ll. Sala.Consellería de Sanidade.Dirección Xeral de Saúde Pública. Plan Autonómico sobre Drogodependencias, 1988.
- "Drogodependències : Salut Pública i Benestar social “; Francesc Freixa, J. Masferrer, Lluís Sala
- La Reinserción social en alcoholismo y otras drogodependencias; Francesc Freixa Sanfeliu, Ma. Teresa Sanchez Concheiro
- "Drogodependències i ciències socials" Francesc Freixa (i altres). INTRESS-Institut de Treball Social i Serveis Socials : Caixa de Barcelona. Obra Social.Barcelona 1988.

Obres de divulgació: 
- “El Fenómeno droga “. Barcelona : Salvat, 1984.
- "Qué es el alcoholismo"; Lluís Bach i Bach, Francesc Freixa i Santfeliu. La Gaya ciencia, Barcelona 1977.
- "El alcoholismo"; Lluís Bach i Francesc Freixa. Col·lecció 'Biblioteca de salud y sociedad' Barcelona
- “Los precursores de la lucha antialcohòlica: Aportación sobre los orígenes y evolución del estudio científico del alcoholismo en Cataluña" (ponència presentada a les VIII Jornades de Socidrogalchol. Gandia. Setembre de 1980). Fou originalment escrita en català.
- "Apunts per a una breu història de l'abordatge de les drogodependències a Catalunya" de F. Freixa; article de la revista “Fer ciutat (juliol-desembre de 1987)
- " Homenaje al Dr. Francesc Freixa".Socidrogalcohol News, núm. 66 (2013) que es pot consultar per internet.